# كليمنت هودجكينسون
كليمنت هودجكينسون (بالإنجليزية: Clement Hodgkinson)‏ هو مستكشف أسترالي، ولد في 1818 في ساوثهامبتون في المملكة المتحدة، وتوفي في 5 سبتمبر 1893 في Hawthorn, Victoria ‏ في أستراليا.